# Bulleyia yunnanensis
Bulleyia yunnanensis – gatunek roślin z monotypowego rodzaju Bulleyia z rodziny storczykowatych (Orchidaceae). Rośliny z tego gatunku występują w Bhutanie, północno-wschodnich Indiach oraz w chińskiej prowincji Junnan. Rośliny są epifitami i porastają pnie drzew w górskich lasach na wysokościach od około 750 m do 2500 m n.p.m.

## Morfologia
Rośliny epifityczne. Pseudobulwy rosną blisko siebie, są owalne, z dwoma liśćmi na szczycie. Liście lancetowate, podłużne. Kwiatostan rozgałęziony z dużą liczbą kwiatów – 10-20. Kwiaty lekko składane, białe, część warżki i prętosłupa ciemnoczerwona. Kwiaty posiadają 4 pyłkowiny.

## Systematyka
Gatunek sklasyfikowany do rodzaju Bulleyia, do podplemienia Coelogyninae w plemieniu Arethuseae, podrodzina epidendronowe (Epidendroideae), rodzina storczykowate (Orchidaceae), rząd szparagowce (Asparagales) w obrębie roślin jednoliściennych.
W 2021 gatunek został zakwalifikowany i przeniesiony do rodzaju Coelogyne.